# Willem Egeman

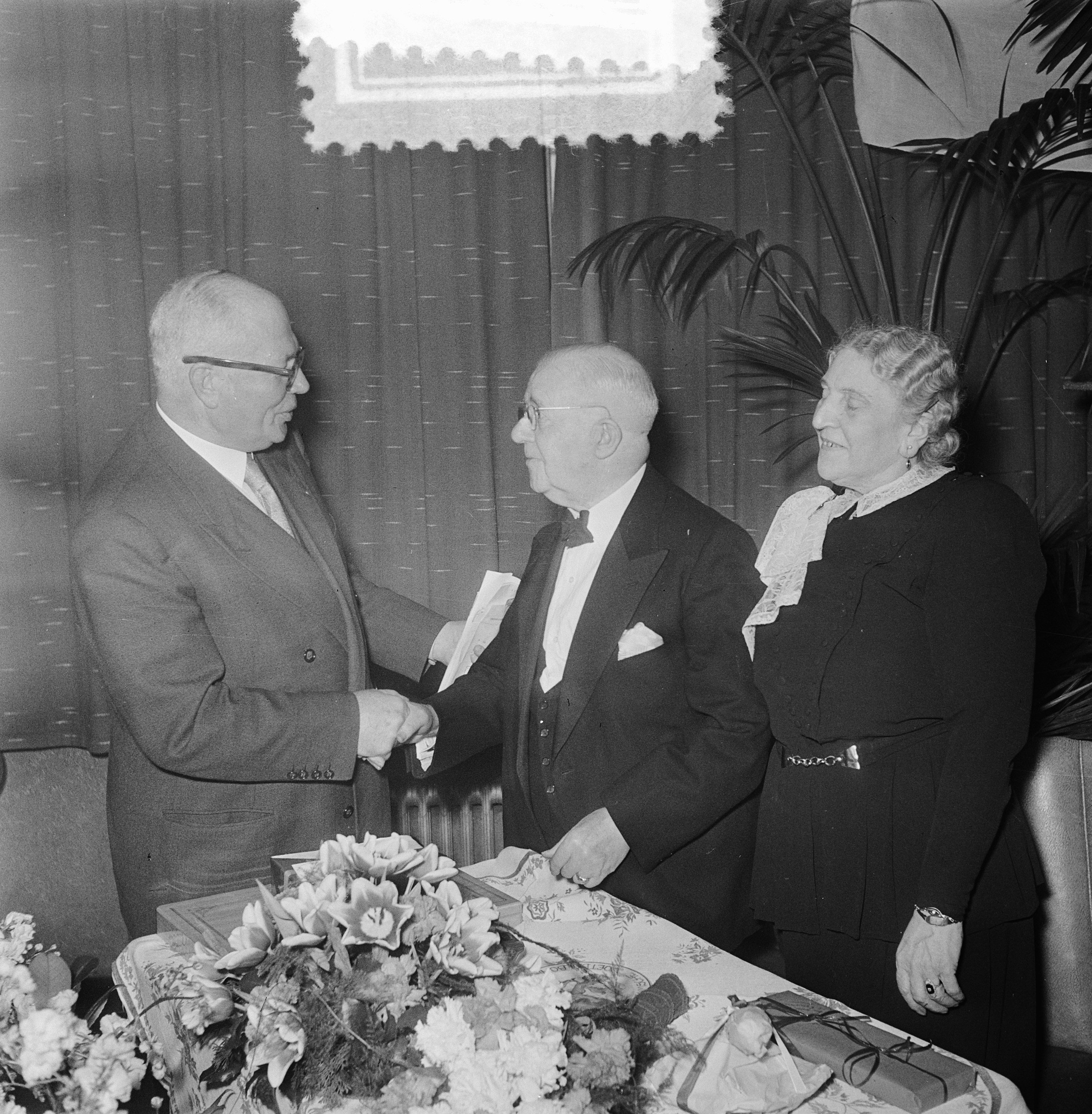
W. F. Egeman 80 jaar. Huldiging bij Ajax.

Willem Frederik Egeman (Amsterdam, 11 maart 1873 – 2 december 1957) was een Nederlands sportbestuurder, vooral bekend als voorzitter van de Amsterdamse voetbalclub AFC Ajax van 1913 tot 1925.

## Jeugd en betrokkenheid bij Ajax
Egeman werd geboren op 11 maart 1873. Zijn betrokkenheid bij Ajax begon in de vroege jaren van de club. In het seizoen 1912-1913 bekleedde hij de functie van penningmeester, voordat hij in 1913 werd benoemd tot voorzitter.

## Voorzitterschap (1913–1925)
Tijdens Egemans voorzitterschap maakte Ajax een significante groei door. Onder zijn leiding werd de club in 1918 en 1919 landskampioen. Egeman speelde een cruciale rol in de professionalisering van de club en het versterken van de organisatorische structuur. Zijn leiderschap legde de basis voor de toekomstige successen van Ajax. 

## Latere jaren en overlijden
Na zijn aftreden als voorzitter bleef Egeman betrokken bij de club en werd hij benoemd tot erevoorzitter. In 1953 werd hij gehuldigd ter gelegenheid van zijn 80ste verjaardag. Willem Frederik Egeman overleed op 2 december 1957.